# Resolution 2032 des UN-Sicherheitsrates
Die Resolution 2032 des UN-Sicherheitsrates ist eine Resolution, die der Sicherheitsrat der Vereinten Nationen in der 6699. Sitzung am 27. Dezember 2011 einstimmig beschloss. Sie trägt den Titel „Bericht des Generalsekretärs über den Sudan und Südsudan“.
Der Rat forderte die beiden Länder dringend zum Abschluss der Einrichtung einer „Region Abyei Verwaltung und Polizei“ im Einklang mit früheren Vereinbarungen auf und fordert den Einsatz der zur Lösung offener Fragen im Zusammenhang mit den Grenzen und der entmilitarisierten Zone entwickelten Abläufe.
Der Sicherheitsrat beschäftigte sich schon in der Resolution 1990 und der Resolution 2024 mit dem Thema.

## Text
Der Sicherheitsrat
1.  beschließt, das in Ziffer 2 der Resolution 1990 (2011) festgelegte und mit Resolution 2024 (2011) geänderte Mandat der Interimssicherheitstruppe der Vereinten Nationen für Abyei (UNISFA) sowie, tätig werdend nach Kapitel VII der Charta der Vereinten Nationen, die in Ziffer 3 der Resolution 1990 (2011) festgelegte Aufgabenstellung um einen Zeitraum von 5 Monaten zu verlängern
2.  ist sich dessen bewusst, dass die UNISFA ihr Mandat nur dann wirksam durchführen kann, wenn die Regierungen Sudans und Südsudans die zwischen den beiden Parteien und mit den Vereinten Nationen vereinbarten Verpflichtungen erfüllen
3.  verlangt, dass die Regierungen Sudans und Südsudans im Einklang mit ihren Verpflichtungen aus dem Abkommen vom 20. Juni alle verbleibenden Militär- und Polizeikräfte sofort und ohne Vorbedingungen aus dem Gebiet Abyei verlegen und die Einrichtung
der Gebietsverwaltung für Abyei und des Polizeidiensts von Abyei umgehend abschließen
4.  fordert die Regierung Sudans und die Regierung Südsudans nachdrücklich auf, den Gemeinsamen Mechanismus für politische und Sicherheitsfragen zur Regelung der noch offenen Fragen betreffend die endgültige  Festlegung der sicheren entmilitarisierten
Grenzzone, die Beilegung der Streitigkeiten um Grenzgebiete, die Markierung der Grenze und die Kartierung der Grenzzone zu nutzen;
5.  fordert alle Mitgliedstaaten, insbesondere Sudan und Südsudan,  auf, sicherzustellen, dass das gesamte Personal sowie die Ausrüstung, die Verpflegung, die Versorgungsund sonstigen Güter, einschließlich Fahrzeugen, Luftfahrzeugen und Ersatzteilen, die für den ausschließlichen und offiziellen Gebrauch der UNISFA bestimmt sind, frei, ungehindert und rasch aus und nach Abyei sowie innerhalb der gesamten sicheren entmilitarisierten Grenzzone verbracht werden können
6.  fordert die Regierung Sudans und die Regierung Südsudans nachdrücklich auf, uneingeschränkt zusammenzuarbeiten und die UNISFA voll zu unterstützen, damit sie ihr Mandat vollständig durchführen kann
7.  ersucht die Regierung Sudans und die Regierung Südsudans, den Einsatz des Dienstes der Vereinten Nationen für Antiminenprogramme sowie die Erfassung und Räumung von Minen im Gebiet Abyei zu erleichtern
8.  fordert die Regierung Sudans und die Regierung Südsudans auf, ihre im Umfassenden Friedensabkommen eingegangene Verpflichtung zur friedlichen Regelung des endgültigen Status von Abyei umgehend zu erfüllen, und fordert sie auf, die von der Hochrangigen Umsetzungsgruppe der Afrikanischen Union vorzulegenden Vorschläge zur Regelung dieser Angelegenheit in redlicher Absicht zu prüfen
9.  fordert alle beteiligten Parteien  nachdrücklich auf, im Einklang mit dem anwendbaren humanitären Völkerrecht dem humanitären Personal vollen, sicheren und ungehinderten Zugang zu hilfebedürftigen Zivilpersonen zu gewähren und alle für seine Tätigkeit notwendigen Einrichtungen bereitzustellen
10.  ersucht den Generalsekretär, für eine wirksame Überwachung der Einhaltung der Menschenrechte und die Aufnahme der Ergebnisse in seine Berichte an den Rat zu sorgen, und fordert die Regierung Sudans und die Regierung Südsudans auf, zu diesem Zweck uneingeschränkt mit dem Generalsekretär zusammenzuarbeiten
11.  ersucht den Generalsekretär, die erforderlichen Maßnahmen zu ergreifen, um sicherzustellen, dass die UNISFA die Nulltoleranzpolitik der Vereinten Nationen gegenüber sexueller Ausbeutung und sexuellem Missbrauch uneingeschränkt beachtet, und den Rat
über Fälle solchen Verhaltens unterrichtet zu halten
12.  betont, dass eine verbesserte Zusammenarbeit zwischen der Regierung Sudans und der Regierung Südsudans auch für den Frieden, die Sicherheit und die Stabilität und für ihre künftigen Beziehungen von grundlegender Bedeutung ist
13.  ersucht den Generalsekretär, den Rat auch weiterhin alle 60 Tage über die Fortschritte bei der Durchführung des Mandats der UNISFA unterrichtet zu halten, ihm jeden schweren Verstoß gegen die genannten Abkommen auch künftig sofort zur Kenntnis zu bringen sowie Möglichkeiten zur Stärkung der Zusammenarbeit der Missionen in der Region zu erkunden und umzusetzen
14.  beschließt, mit der Angelegenheit aktiv befasst zu bleiben